# Thanstein
Thanstein è un comune tedesco di 999 abitanti, situato nel land della Baviera.